# Североисточни Онтарио
Североисточни Онтарио (енгл. Northeastern Ontario, фр. Nord-Est de l'Ontario), је секундарни регион Северног Онтарија у канадској провинцији Онтарио, који лежи северно од језера Хурон и источно од језера Супериор.
У Североисточном Онтарију се налазе окрузи Алгома, Судбери, Кокрејн, Тимискаминг, Ниписинг и Манитоулин. За неке сврхе, округ Пари Саунд и општина Мускока се третирају као део североисточног Онтарија иако се географски налазе у централном Онтарију. Ове две дивизије су на мапи обојене зеленом бојом.
Североисточни Онтарио и северозападни Онтарио такође могу бити груписани заједно као Северни Онтарио. Важна разлика између ова два подрегиона је у томе што североисточни Онтарио има приличну франко-онтаријску популацију, отприлике 25 одсто становништва региона говори француски као први језик, у поређењу са 3,2 одсто на северозападу. Практично цео регион, изузев само округа Манитоулин, означен је као француско говорно подручје, према Закону о услугама француског језика у Онтарију. На северозападу, насупрот томе, само неколико самосталних општина је тако дефинисано.

## Општине

### Градови
У североисточном Онтарију се налазе шест већих градова. Они су, по абецедном реду:
| Име града        | Популација (2016) | Округ              | Реф. |
| ---------------- | ----------------- | ------------------ | ---- |
| Елиот Лејк       | 10.741            | Област Алгома      |      |
| Велики Садбери   | 161.531           | Велики Садбери     |      |
| Норт Беј         | 51.533            | Област Ниписинг    |      |
| Су Сент Мари     | 73.368            | Област Алгома      |      |
| Темискаминг Шорс | 9,920             | Област Темискаминг |      |
| Тиминс           | 41.788            | Област Кохран      |      |

### Варошице
Варошице у североисточном Онтарију укључују Еспанолу, Блајнд Ривер, Шапло, Кокран, Енглхарт, Херст, Ироква, Капускејсинг, Киркланд Лејк, Елк Лејк, Колман, Кобалт, Лачфорд, Темагами, Матава, Мусони, Френч Ривер, Сент Чарлс, Маркстеј-Ворен и Вест Ниписинг. Већина ових насеља, али не и сви, мањи су од најмањих градова у региону.

## Транспорт
Регион опслужује неколико грана Транс-Канадског аутопута, укључујући аутопут 11, аутопут 17, аутопут 66 и аутопут 69. Неколико других аутопутева у региону део је покрајинског система аутопутева, али не и националног трансканадског аутопута.
Једини аутопутеви у региону су део аутопута 17 у округу Волден у Великом Садберију, и већина, али не и цео аутопут 69 између Великог Судберија и Френч Ривера. Остатак аутопута 69 планиран је за претварање у потпуни аутопут, и биће преименован као део аутопута 400 када се изградња заврши. Покрајинска влада такође има планове за евентуалну конверзију аутопута 17 у аутопут од Су Сент Мариија источно према Отави, иако од 2018. није најављен никакав распоред за овај пројекат, осим за конверзију руте југозападне и југоисточне обилазнице аутопута 17 кроз Садбери близу завршетка пројекта аутопута 69/400.

## Становништво
| Population of Northeastern Ontario                         | Population of Northeastern Ontario | Population of Northeastern Ontario | Population of Northeastern Ontario | Population of Northeastern Ontario | Population of Northeastern Ontario | Population of Northeastern Ontario | Population of Northeastern Ontario | Population of Northeastern Ontario | Population of Northeastern Ontario |
| Окрузи                                                     | 2016                               | ±                                  | 2011                               | ±                                  | 2006                               | ±                                  | 2001                               | ±                                  | 1996                               |
| ---------------------------------------------------------- | ---------------------------------- | ---------------------------------- | ---------------------------------- | ---------------------------------- | ---------------------------------- | ---------------------------------- | ---------------------------------- | ---------------------------------- | ---------------------------------- |
| Североисточни Онтарио                                      | 505.625                            | -0,7%                              | 508.982                            | -0,3%                              | 510.326                            | -3,3%                              | 512.007                            | -5,6%                              | 542.248                            |
| Округ Алгома                                               | 114.094                            | -1,5%                              | 115.870                            | -1,4%                              | 117.461                            | -0,9%                              | 118.567                            | -5,5%                              | 125.455                            |
| Округ Кокран                                               | 79.682                             | -1,8%                              | 81.122                             | -1,7%                              | 82.503 †                           | -3,2%                              | 85.247                             | -8,6%                              | 93.240                             |
| Велики Садбери (укључујући Вахнапита, индијански резерват) | 161.647                            | 0,8%                               | 160.376                            | 1,6%                               | 157.909                            | 1,7%                               | 155.268                            | -6,1%                              | 165.336                            |
| Округ Маитулин                                             | 13.255                             | 1,6%                               | 13.048                             | -0,3%                              | 13.090                             | 3,2%                               | 12.679                             | 7,9%                               | 11.747                             |
| Округ Ниписинг                                             | 83.150                             | -1,9%                              | 84.736                             | 0,1%                               | 84.688 †                           | 2,1%                               | 82.910                             | -2,3%                              | 84.832                             |
| Округ Садбери                                              | 21.546                             | 1,7%                               | 21.196                             | -3,0%                              | 21.392                             | -6,6%                              | 22.894                             | -3,9%                              | 23.831                             |
| Округ Тимискаминг                                          | 32.251                             | -1,2%                              | 32.634                             | -1,9%                              | 33.283                             | -3,4%                              | 34.442                             | -8,9%                              | 37.807                             |